# Fairlight (East Sussex)
Fairlight – wieś w Anglii, w hrabstwie East Sussex, w dystrykcie Rother. Leży 89 km na południowy wschód od Londynu. W 2007 miejscowość liczyła 1682 mieszkańców.